# Thrash! (album)
Thrash! je anglická verze alba Thrash The Trash skupiny Arakain, která si na své vydání musela počkat až do roku 1994.

## Seznam skladeb
1. Stormmaster - 04:17
2. Jackal - 04:13
3. Prostitute - 06:52
4. Ku-Klux-Klan - 04:48
5. Manhunt - 04:51
6. No! (...and they've said: "Go and Kill!") - 04:03
7. R.A.F. Squadron 311 - 04:50
8. Thrash The Trash - 04:54